# Lijst van vlaggen van Sri Lanka
Dit is een lijst van vlaggen van Sri Lanka.

## Nationale vlag (perFIAV-codering)
|          | Civiele vlag | Staatsvlag | Oorlogsvlag |
| -------- | ------------ | ---------- | ----------- |
| Te land  | · ?          | · ?        | · ?         |
| Te water | · ?          | · ?        | · ?         |

## Vlaggen van politieke partijen
| Vlag | Periode | Functie                                         | Beschrijving |
| ---- | ------- | ----------------------------------------------- | ------------ |
|      |         | Vlag van het Bandera All Ceylon Tamil Congress. |              |
|      |         | Vlag van het Lanka Muslim Congress.             |              |

## Vlaggen van presidenten
Op 15 juli 2022 heeft waarnemend president Ranil Wickremesinghe de presidentiële vlag afgeschaft.
| Vlag | Periode                             | Functie                           | Beschrijving |
| ---- | ----------------------------------- | --------------------------------- | ------------ |
|      | 22 mei 1972 – 4 februari 1978       | Vlag van William Gopallawa.       |              |
|      | 4 februari 1978 – 2 januari 1989    | Vlag van J.R. Jayewardene.        |              |
|      | 2 januari 1989 – 1 mei 1993         | Vlag van Ranasinghe Premadasa.    |              |
|      | 1 mei 1993 – 12 november 1994       | Vlag van Dingiri Banda Wijetunga. |              |
|      | 12 november 1994 – 19 november 2005 | Vlag van Chandrika Kumaratunga.   |              |
|      | 19 november 2005 – 8 januari 2015   | Vlag van Mahinda Rajapaksa.       |              |
|      | 9 januari 2015 – 18 november 2019   | Vlag van Maithripala Sirisena.    |              |
|      | 18 november 2019 – 14 juli 2022     | Vlag van Gotabaya Rajapaksa.      |              |